# New York Giants
Die New York Giants [ˈnjuːˈjɔːk ʤaɪənts] sind ein American-Football-Team der National Football League (NFL) und spielen dort in der National Football Conference (NFC), in der Eastern Division (NFC East).
Die Giants (Riesen) wurden 1925 in New York von Tim Mara mit einer Investition von 500 US-Dollar gegründet. Zur Unterscheidung zum damaligen Baseballteam New York Giants wählte man den Namen New York Football Giants. Nachdem das Baseballteam 1957 nach San Francisco umgezogen war und infolgedessen den Namen San Francisco Giants angenommen hatte, änderte man den Mannschaftsnamen in New York Giants. Die eingetragene Firma des Vereins lautet jedoch nach wie vor New York Football Giants.
Nachdem die Mannschaft über 50 Jahre die Spielstätten anderer New Yorker Vereine mitgenutzt hatte, erhielt sie 1976 ihr eigenes Stadion in New Jersey. Seit 2010 dient das MetLife Stadium als Heimspielstätte, welches zusammen mit den New York Jets genutzt wird.
Die ältesten Rivalen (seit 1933) der Giants sind die Philadelphia Eagles, welche ebenfalls in der NFC East spielen.

## Titel
- NFL-Meisterschaften vor Einführung des Super Bowls

1927: kein Endspiel
1934: 30:13 gegen die Chicago Bears
1938: 23:17 gegen die Green Bay Packers
1956: 47:7 gegen die Chicago Bears
- Super-Bowl-Siege

XXI – 1986: 39:20 gegen die Denver Broncos
XXV – 1990: 20:19 gegen die Buffalo Bills
XLII – 2007: 17:14 gegen die New England Patriots
XLVI – 2011: 21:17 gegen die New England Patriots

## Geschichte

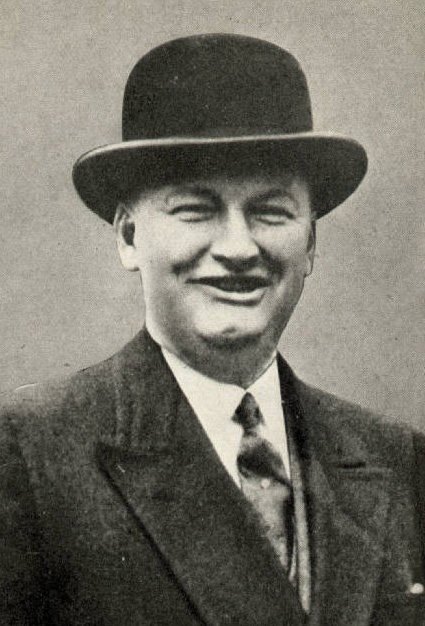
Tim Mara gründete die Giants im Jahre 1925.

### 1920er-Jahre
Die New York Giants absolvierten ihr erstes NFL-Spiel auswärts gegen die All Britain in Connecticut am 4. Oktober 1925. Vor 10.000 Zuschauern besiegten sie die Gastgeber mit 26:0. Ihre erste Saison schlossen sie sehr erfolgreich mit einer Bilanz von 8:4 (Siege zu Niederlagen) ab. In ihrer dritten Saison (1927) erlangten die Giants mit elf Siegen, einem Unentschieden und nur einer Niederlage (11:1:1) den Titel um die NFL-Meisterschaft. Da damals noch kein Play-off-System eingeführt war, wurde das Team mit der besten Bilanz Meister. 1929 scheiterten die Giants nur knapp an ihrem zweiten Titel: Die herausragende Bilanz von 13:1:1 reichte nicht, da die Green Bay Packers ihre Saison mit 12:0:1 abschlossen und damit die beste Bilanz vorzuweisen hatten.

### 1930er-Jahre
Im Jahr 1930 war Profifootball immer noch wenig populär. Die Footballfans waren fast ausschließlich an College Football interessiert. In diesem Jahr spielten die Giants gegen ein All-Star-College-Team der University of Notre Dame. Das Match war in mehrerer Hinsicht wichtig, da man zeigen konnte, dass professioneller Football im Vergleich zu College Football ebenso hochwertig und intensiv ist. Die Giants gewannen vor 55.000 Zuschauern und konnten mit diesem Spiel viele Fans überzeugen. Zusätzlich wurden über 100.000 US-Dollar Einnahmen erwirtschaftet, welche für Obdachlose gespendet wurden. Ab dem Jahr 1931 wurde das Team von dem späteren Hall of Fame Trainer Steve Owen geleitet. Der Head Coach trainierte die Giants die nächsten 23 Jahre und gewann in dieser Zeit zwei NFL-Meisterschaften mit seiner Mannschaft. Owen hatte in dieser Zeit nie einen gültigen Vertrag mit Mara unterzeichnet. Es lief alles „per Handschlag“. Sportlich lief es für die Giants erst im Jahr 1933 wieder rund, als man die Eastern Division für sich entscheiden konnte. Ab diesem Jahr führte die NFL ein abschließendes Meisterschafts-Spiel ein, bei dem die West- und Ostmeister direkt im NFL-Championship-Game gegeneinander antraten. Die Giants verloren dieses knapp mit 21:23 gegen die Chicago Bears.
1934 besiegten die Giants die bis dahin ungeschlagenen Bears im heimischen Polo Grounds und sicherten sich die NFL-Meisterschaft. Bei winterlichen Temperaturen und eisigem Untergrund kam Coach Owen auf die Idee, seine Spieler in Basketballschuhen auflaufen zu lassen. Die Schuhe mussten allerdings erst noch besorgt werden und das an einem Sonntag. Der dafür verantwortliche Giants-Zeugwart Abe Cohen erreichte das Stadion erst zu Beginn des dritten Viertels, als die Giants bereits 3:13 zurücklagen. Im letzten Viertel erzielten die Giants jedoch 27 Punkte und gewannen das Spiel mit 30:13. Nach dem Spiel waren sich beide Teams einig, dass die New Yorker Turnschuhe spielentscheidend gewesen waren. Bronko Nagurski (Fullback der Chicago Bears) erzählte später: „Wir rutschten und schlitterten herum, und sie überrannten uns. Sie waren einfach schlauer als wir.“ (“We were slipping and sliding around and they were running all over us. They just outsmarted us.”) Noch heute ist dieses Spiel als „The Sneakers Game“ („Turnschuh-Spiel“) bekannt. 1935 erreichten die Giants zum dritten Mal in Folge das Endspiel um die Meisterschaft, verloren dieses aber gegen die Detroit Lions mit 7:26. 1938 wurde der dritte NFL-Titel mit einem 23:17-Sieg über Green Bay Packers errungen. Ein Jahr später verloren die Giants im gleichen Duell das Championship Game.

### 1940er-Jahre
1941 (im Eintrittsjahr der Vereinigten Staaten in den Zweiten Weltkrieg) erreichten die Giants erneut das Endspiel. Sie unterlagen dort den Chicago Bears mit 9:37. Die nächsten Jahre waren geprägt vom Weltkrieg. Viele Spieler der NFL wurden zum Wehrdienst eingezogen. Trotzdem konnten die Giants 1944 erneut das Endspiel erreichen. Wieder scheiterten sie an den Green Bay Packers mit 7:14. Bevor das Team 1946 zum achten Mal in 14 Jahren erneut ein Titelspiel bestritt, das wieder gegen die Bears verloren ging, übergab Besitzer Tom Mara die Kontrolle über den Verein an seine beiden Söhne Jack und Wellington.

### 1950er-Jahre
1950 lief Gene „Choo-Choo“ Roberts 218 Yards in einem Spiel, ein Vereinsrekord, der erst 55 Jahre später von Tiki Barber gebrochen wurde. 1954 endete nach 23 Jahren die Zeit von Head Coach Steve Owen. Er wurde nach den weniger erfolgreichen letzten Jahren durch den früheren Tight End Jim Lee Howell ersetzt. 1956 wechselten die Giants ihre Heimstätte und absolvierten von nun an ihre Heimspiele bis zum Jahr 1973 im Yankee Stadium, dem Stadion der New York Yankees. In diesem Jahr konnten die Giants ihre erste Meisterschaft seit 1938 erringen, indem sie im Championship Game die Chicago Bears mit 47:7 schlugen. In diesem Match trugen die Spieler der Giants auf eisigem Untergrund erneut Sneakers, wie vor 22 Jahren. 1958 hatten die Giants erneut ein erfolgreiches Jahr. Die Jagd nach der Meisterschaft endete erst in einem denkwürdigen Finalspiel im Yankee Stadium gegen die Baltimore Colts nach Verlängerung mit 17:23. Aufgrund des dramatischen Endes („two minute drill“ von Johnny Unitas), als erstes Endspiel der NFL-Geschichte, das in die Nachspielzeit (Overtime) ging und wegen der großen Zahl der Akteure aus der Pro Football Hall of Fame wird das Spiel u. a. von der Pro Football Hall of Fame „The Greatest Game Ever Played“ (“Größtes Spiel aller Zeiten”) bezeichnet.

### 1960er-Jahre
Bis 1963 erreichten die Giants noch weitere vier NFL-Championship-Spiele, welche aber allesamt verloren wurden. 1959 unterlagen die Giants im Rematch gegen die Colts in einem weniger dramatischen Endspiel mit 16:31, 1961 und 1962 unterlagen sie jeweils den Green Bay Packers. 1961 ersetzte Allie Sherman seinen Vorgänger Jim Lee Howell als Head Coach. Im selben Jahr konnten sich die Giants die Dienste des erfolgreichen Quarterbacks Y. A. Tittle von den San Francisco 49ers sichern, welcher das Team 1963 als Most Valuable Player (MVP) ins Endspiel führte. Dies ging jedoch gegen die Chicago Bears mit 10:14 verloren.

### 1970er-Jahre

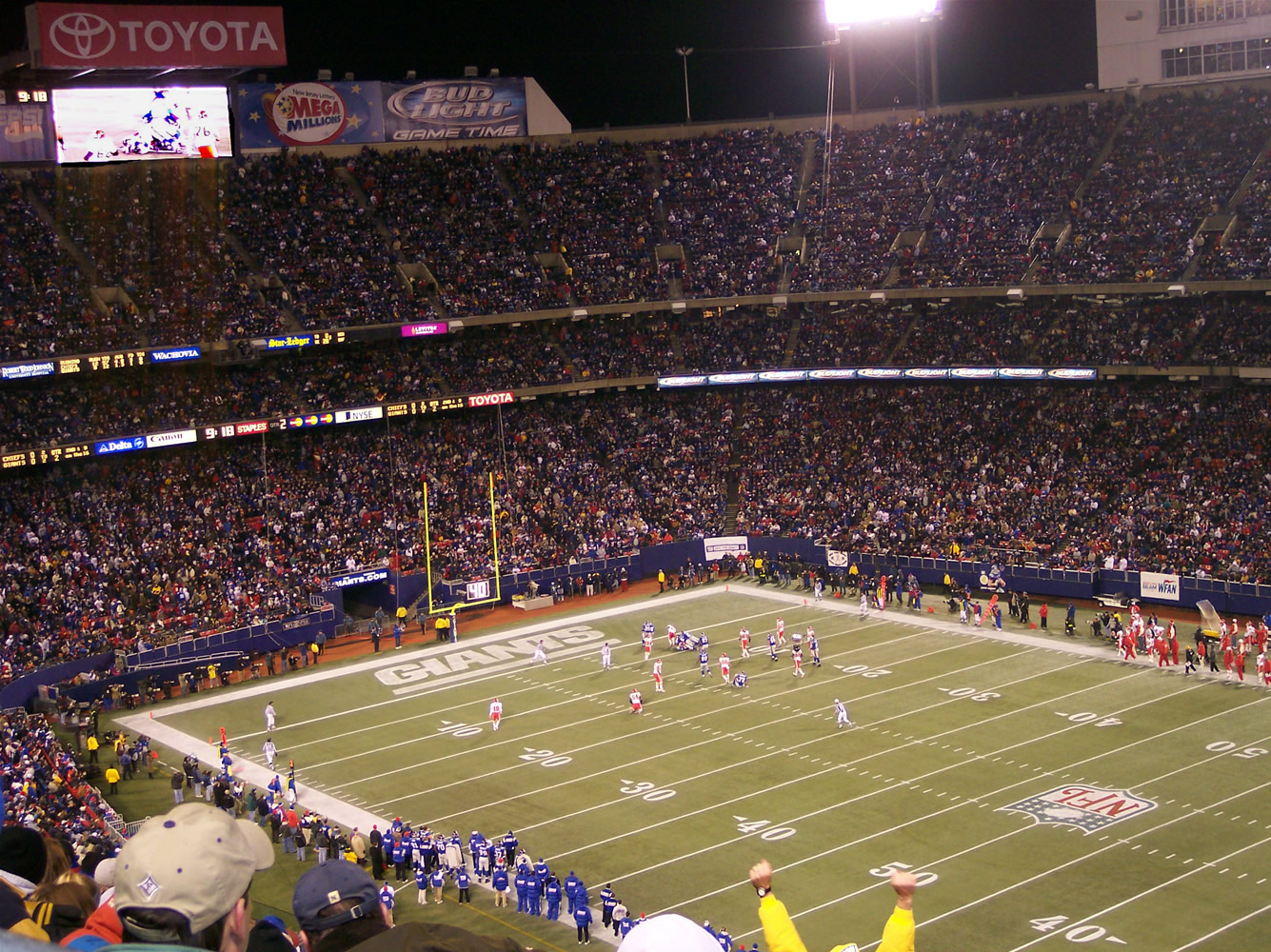
Giants Stadium Heimat der Giants von 1976–2009.

Nach den erfolgreichen Jahren, welche allerdings titellos blieben, fiel das Team in den nächsten Jahren auseinander. In die Jahre gekommene Leistungsträger beendeten ihre Karrieren. Die Giants versuchten ihr Glück in dieser Zeit mit drei verschiedenen Head Coaches und einer Reihe verschiedener Quarterbacks. In dieser Zeitspanne wechselten auch die Heimstätten der Giants regelmäßig (Yankee Stadium, The Yale Bowl, Shea Stadium und zuletzt das Giants Stadium im Jahre 1976). Neben den sportlichen Misserfolgen machte den Giants auch der Aufstieg des neuen New Yorker Football Klubs New York Jets mit ihrem Star-Quarterback Joe Namath Sorgen. Das erste Aufeinandertreffen beider Vereine im Jahre 1969 verloren die Giants mit 14:37.
Bis ins Jahr 1978 verpassten die Giants 15-mal in Folge den Einzug in die Play-offs. Immerhin konnte das Team ab dem Jahr 1976 seine Heimspiele in einem eigenen Stadion absolvieren. Von 1976 bis 2009 wurden die Heimspiele im neu gebauten Giants Stadium ausgetragen. Mit einer Kapazität von über 80.000 Zuschauern war die Spielstätte in East Rutherford, New Jersey das zweitgrößte Stadion aller NFL-Teams. Sportlich waren die Giants im Mittelmaß, insbesondere nachdem 1978 gegen den Erzrivalen Philadelphia Eagles ein sicher geglaubter Sieg im letzten Spielzug durch einen kuriosen Fumble von Quarterback Joe Pisarcik verspielt wurde. Diese 17:19-Niederlage ging als Miracle of the Meadowlands in die NFL-Historie ein. Doch nach und nach bewiesen die Giants ein glückliches Händchen in der NFL Draft. 1979 stieß der Quarterback Phil Simms, zwei Jahre später Linebacker Lawrence Taylor zu den Giants, welcher im selben Jahr zum Defensive Rookie of the Year und Defensive Player of the Year gewählt wurde.

### 1980er-Jahre

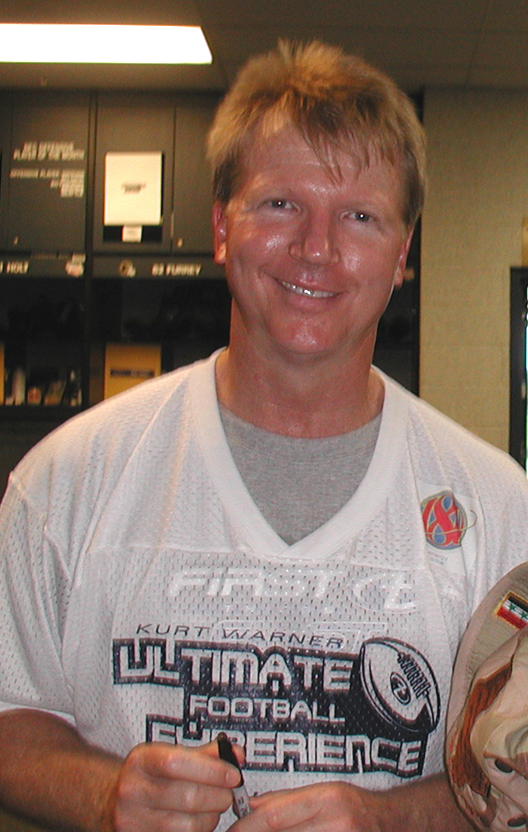
Phil Simms (Aufnahme von 2004) Quarterback der Giants von 1979–1993

1983 übernahm der bisherige Defensive Coordinator Bill Parcells das Amt des Head Coaches. 1985 spielten die Giants ihr erstes Play-off-Heimspiel seit dem Jahr 1962. Der amtierende Super-Bowl-Sieger, die San Francisco 49ers, wurden dabei mit 17:3 besiegt. Nach der letzten Saison galten die Giants als einer der Favoriten auf den Gewinn des Super Bowls und wurden dieser Rolle gerecht. Mit einer Bilanz von 14-2 zogen die Giants in die Play-offs ein. Lawrence Taylor führte das Team an und wurde nach der Saison zum dritten Mal zum Defensive Player of the Year Award und zum Most Valuable Player (MVP) gewählt. Die Giants zogen mit Siegen über die San Francisco 49ers (49:3) und Washington Redskins (17:0) in ihren ersten Super Bowl (XXI) ein. Vor über 100.000 Zuschauern im Rose Bowl Stadium, Pasadena, Kalifornien schlugen die Giants die Denver Broncos, angeführt von John Elway, mit 39:20. Quarterback Phil Simms brachte 22 seiner 25 Pässe (88 %) an den Mann – ein neuer Super-Bowl-Rekord. Nach dem Triumph wurde zum ersten Mal in der NFL der Head Coach von den Spielern mit Gatorade „geduscht“ (Gatorade Shower). Auf den Titel folgten weniger erfolgreiche Jahre, sowohl auf als auch außerhalb des Platzes. Lawrence Taylor war in einen Kokain-Skandal verwickelt und wurde von der NFL für einige Spiele gesperrt. Erst 1989 konnte das Team wieder die Play-offs erreichen, wo allerdings früh gegen die St. Louis Rams Endstation war.

### 1990er-Jahre
Nach einem guten Saisonstart (die Giants gewannen ihre ersten zehn Spiele) zogen die Giants nach Siegen über die Chicago Bears und die San Francisco 49ers in den Super Bowl XXV ein. Gegner in Tampa, Florida waren die Buffalo Bills. In einem dramatischen Spiel gewannen die Giants knapp mit 20:19, da kurz vor Spielschluss der Kicker der Bills, Scott Norwood, ein 47-Yards-Field-Goal verschoss. Der Super-Bowl-Sieg war gleichzeitig das Ende einer Ära: Defensive Coordinator Bill Belichick (welcher einige Jahre später mit den New England Patriots mehrere Super-Bowl-Siege feierte) verließ das Team und wurde Head Coach bei den Cleveland Browns. Head Coach Bill Parcells gab seinen Rücktritt bekannt und Klubgründer Tim Mara verkaufte seinen 50-%-Anteil am Klub aufgrund einer Krebsdiagnose. Seit der Gründung 1925 war die Kontrolle über die Giants in der Hand der Mara-Familie. Ab diesem Zeitpunkt hielt nur noch der Sohn John Mara die Hälfte am Verein.

Die folgenden beiden Spielzeiten verliefen recht enttäuschend. Der neue Head Coach Ray Handley wurde nach Bilanzen mit 8-8 und 6-10 nach nur zwei Jahren wieder entlassen. Dan Reeves, der die Denver Broncos dreimal in den Super Bowl führte, ersetzte den gescheiterten Coach. Reeves gab dem Team vor allem in der Defense die nötige Sicherheit zurück, stärkte dem zuvor kritisierten Quarterback Phil Simms den Rücken und führte die Giants wieder zurück in die Play-offs. In der zweiten Runde scheiterte das Team allerdings an den San Francisco 49ers. 1994 begann ein weiterer Umbruch. Die beiden Topspieler der letzten Jahre, Simms und Taylor, beendeten ihre Karrieren, andere Schlüsselspieler verließen den Verein oder wurden abgegeben, junge Spieler wie der Defensive Lineman Michael Strahan wurden integriert. Quarterback Dave Brown, der in die Fußstapfen von Phil Simms trat, stand vom ersten Tag unter Beobachtung und in der Kritik. 1995 schlossen die Giants die Saison mit einer 5-11 Bilanz ab, so schlecht waren die Giants zuletzt 1983. Nach einem weiteren enttäuschenden Jahr und einer der schlechtesten Offenses der Liga, trennten sich die Giants und Coach Reeves.

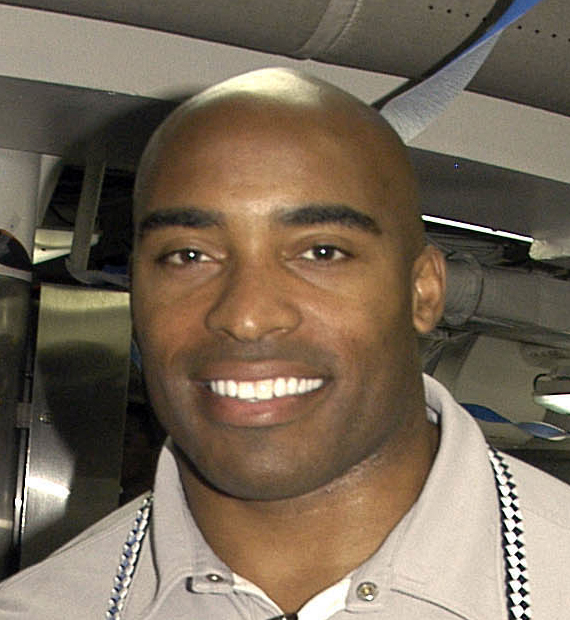
Tiki Barber, Runningback der Giants (1997–2006)

Der neue Head Coach wurde Jim Fassel, der ehemalige Offensive Coordinator der Arizona Cardinals und der Denver Broncos. Nach holprigem Start gelang den Giants der Einzug in die Play-offs. Mit 22:23 verloren sie nur knapp in der 1. Runde gegen die Minnesota Vikings. Die Giants litten in dieser Zeit daran, dass die starke Defense ihre mäßige Offense nicht ausgleichen konnte. 1999 konnten die Giants Quarterback Kerry Collins verpflichten, der zuvor bei den Carolina Panthers zwar sportlich überzeugte, allerdings Probleme mit dem Alkohol und seinen Mitspielern hatte. Doch neben dem Quarterback überzeugten vor allem Wide Receiver Amani Toomer und Runningback Tiki Barber. Die solide Defense, rund um Michael Strahan, stand weiterhin und die Offense war im Vergleich zu den vergangenen Jahren konkurrenzfähig. Die Play-offs wurden allerdings, nach einem schlechten Saisonfinish mit drei Niederlagen, verpasst.

### 2000er-Jahre

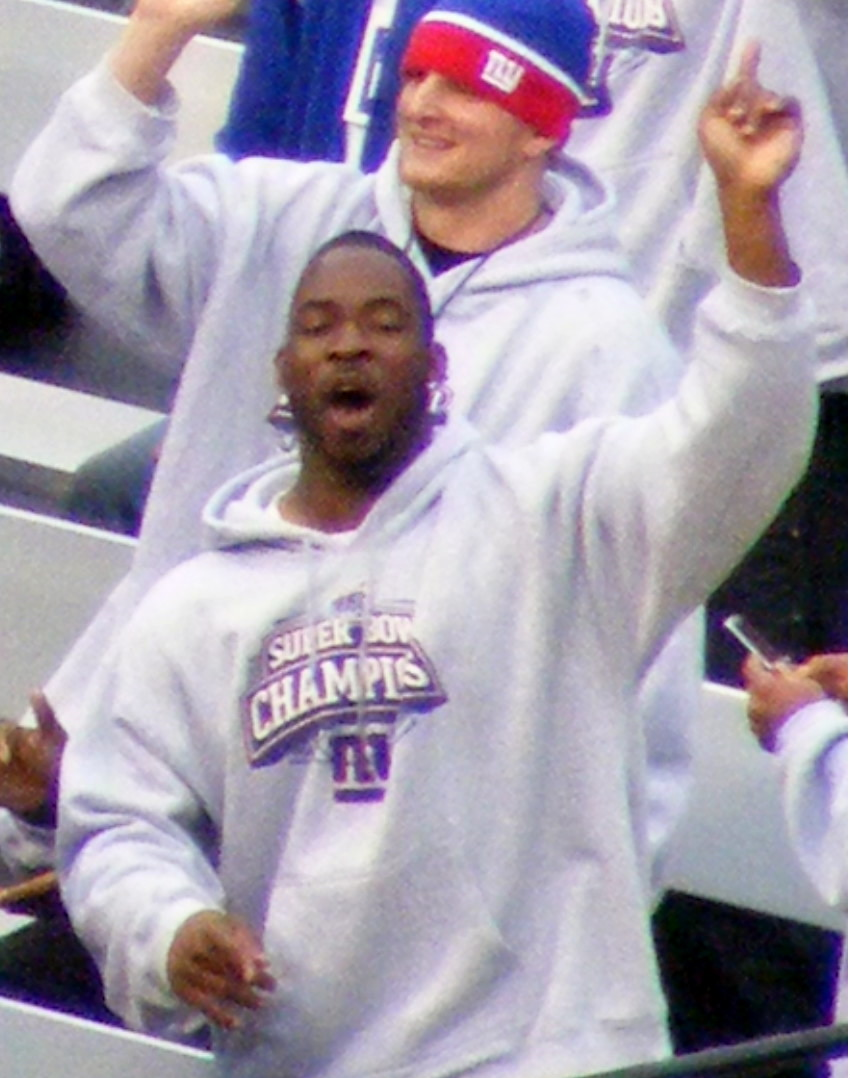
Justin Tuck feiert den Erfolg in Super Bowl XLII.

Coach Fassel stand 2000 unter besonderem Druck und garantierte einen Play-off-Einzug. Die Giants erreichten mit einer 12-4 Bilanz die K.O.-Runde und kamen nach Siegen gegen die Philadelphia Eagles (20:10) und im NFC Championship Game gegen die Minnesota Vikings (41:0) in den Super Bowl XXXV. Nach dem Spiel strafte Mitbesitzer Wellington Mara alle Kritiker mit der berüchtigten Rede, dass das „worst team ever“ (schlechteste Team aller Zeiten) nun im Super Bowl stünde. Im Super Bowl hatten die Giants allerdings keine Chance gegen die Baltimore Ravens und verloren mit 7:34.

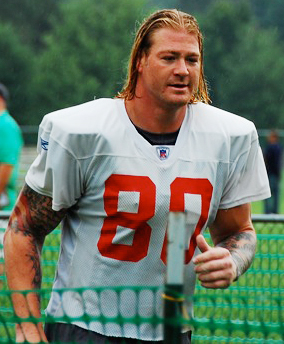
Tight End Jeremy Shockey spielte sechs Jahre für die Giants.

Das Team in den Folgejahren blieb zwar zusammen, verpasste aber mehrfach die Play-offs. Einzig Verteidiger Michael Strahan machte auf sich aufmerksam und wurde zum Defensive Player of the Year gewählt. Im Jahr 2002 drafteten die Giants den Tight End Jeremy Shockey, welcher einen weiteren Passempfänger für den Quarterback darstellte. Allerdings sorgte Shockey auch zuweilen für Ärger, so beschimpfte er den ehemaligen Giants Coach Bill Parcells und damaligen Trainer der Rivalen Dallas Cowboys als „Homo“. Das Team erreichte die Play-offs, verspielte aber gegen die San Francisco 49ers eine 14-Punkte-Führung und verlor 38:39. Als im darauffolgenden Jahr die Play-offs erneut verpasst wurden, trennten sich die Wege der Giants und Coach Fassels.

Sein Nachfolger wurde der ehemalige Coach der Jacksonville Jaguars, Tom Coughlin. Eli Manning, der jüngere Bruder des mehrfachen NFL Most Valuable Player Peyton Manning, wurde im NFL Draft 2004 verpflichtet. Zunächst wurde eigentlich Philip Rivers gedraftet. Da Eli Manning, der als erster Spieler von den San Diego Chargers ausgewählt wurde, nicht in San Diego spielen wollte, einigten sich die Giants mit den Chargers auf ein Tauschgeschäft und tauschten Rivers zusammen mit mehreren Draftpicks gegen Manning ein. Als neuer Reservequarterback wurde Kurt Warner verpflichtet. Der Plan war, zunächst Warner als Starting-Quarterback einzusetzen und Manning im Laufe der Zeit heranzuführen. Nachdem Warner enttäuschte, wurde er Mitte der Saison von Manning verdrängt. Trotzdem verpassten die Giants Play-offs, obwohl Runningback Tiki Barber mit 1.518 Yards eine persönliche Bestleistung erzielte.

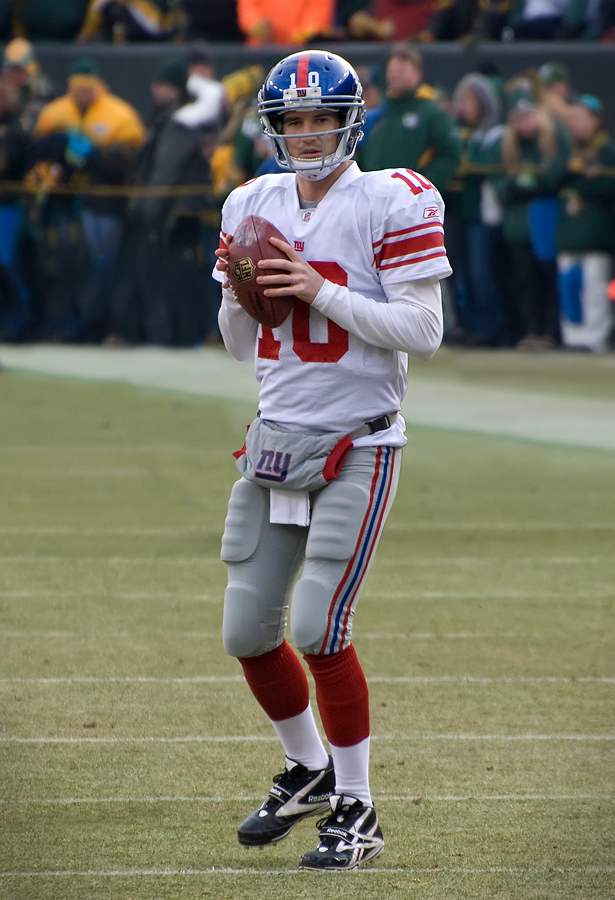
Eli Manning – Quarterback der Giants

2005 brach Barber den 55 Jahre alten teaminternen Rekord von Gene „Choo-Choo“ Roberts mit 220 gelaufenen Yards in einem Spiel. Die Giants gewannen den NFC-East-Titel zum ersten Mal seit 2000, verloren aber ihr erstes Play-off-Spiel deutlich. Im selben Jahr erlebten die Giants einen Trauerfall, denn am 25. Oktober 2005 starb Giants-Patriarch Wellington Mara im Alter von 89 Jahren. 2006 beendeten die Giants die Saison mit einer mäßigen Bilanz von 8-8, und sowohl Coach Coughlin als auch Quarterback Manning gerieten in die Kritik. Die Play-offs wurden knapp erreicht, doch schon in der ersten Runde war wieder Endstation. Tiki Barber beendete nach dieser Saison seine Karriere.
Nach schwachem Start legten die Giants 2007 eine gute Saison hin und erreichten die Play-offs. Beachtlich war das Spiel gegen die Philadelphia Eagles, deren Quarterback Donovan McNabb in einem Spiel zwölfmal gesackt wurde (NFL-Rekord), sechsmal allein von Osi Umenyiora. Die Giants spielten außerdem in Woche acht im Londoner Wembley-Stadion gegen die Miami Dolphins das erste reguläre NFL-Spiel (13:10-Sieg) außerhalb Nordamerikas. In den Play-offs wurden nacheinander auswärts die Tampa Bay Buccaneers und die Dallas Cowboys, das beste Team der NFC in diesem Jahr, besiegt. Im NFC Championship Game erzielte Kicker Lawrence Tynes ein Field Goal zum 23:20-Sieg in der Verlängerung über die Green Bay Packers. Die Giants fuhren zum Super Bowl XLII gegen die favorisierten New England Patriots, die mit einer historischen Bilanz von 16-0 in die Play-offs zogen und auch dort ihre beiden Spiele gewannen. Die Giants, die als 12-Punkt-Underdog galten, boten einen harten Kampf und lagen 2:42 Minuten vor Schluss mit 10:14 hinten. Doch Eli Manning und seine Giants legten einen 83-Yards Drive hin, abgeschlossen durch einen Touchdownpass auf Plaxico Burress. Mit 17:14 gewannen die Giants ihren dritten Super-Bowl-Titel.
2008 erreichten die Giants zum vierten Mal in Folge die Play-offs, verloren aber direkt das erste Play-off-Spiel gegen die Philadelphia Eagles mit 11:23. Mitverantwortlich für diese Negativserie war unter anderem der Ausfall des Wide Receivers Plaxico Burress, der sich bei einem Nachtklubbesuch nach Zeugenangaben buchstäblich mit einer Pistole in die eigene Hüfte schoss. 2009 spielten die Giants ihre letzte Saison im Giants Stadium. Nach einem Start mit 5-0 Siegen sah alles nach der fünften Play-off-Teilnahme in Folge aus. Jedoch gewannen die Giants nur noch drei der letzten elf Spiele und verpassten somit ihr Saisonziel, woraufhin Defensive Coordinator Bill Sheridan entlassen wurde.

### 2010er-Jahre

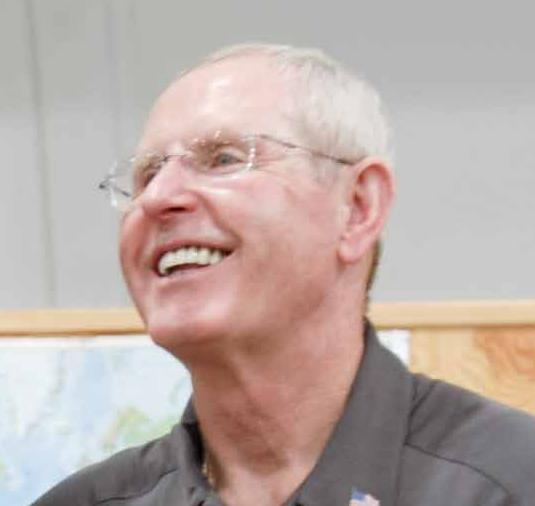
Tom Coughlin, Head Coach der Giants von 2004 bis 2015, führte die Giants 2007 und 2011 zu zwei Super-Bowl-Siegen.

Seit 2010 spielen die Giants im MetLife Stadium, ihr erstes Spiel dort gewannen sie gegen die Carolina Panthers mit 31:18. Trotz einer Bilanz von 10-6 Siegen verpassten sie den Einzug in die Play-offs, u. a. durch eine 31:38-Niederlage gegen die Philadelphia Eagles. Hierbei verspielten die Giants in den letzten sieben Minuten einen 21-Punkte-Vorsprung und verloren durch einen missglückten Punt von Matt Dodge, den Punt Returner DeSean Jackson in letzter Sekunde in die Endzone lief. Diese als Miracle at the New Meadowlands bezeichnete Niederlage kostete den Giants die K.O.-Runde. Vor und während der Saison 2011 waren die Giants durch Verletzungen geplagt, profitierten aber durch den Durchbruch zweier junger Spieler, Wide Receiver Victor Cruz und Defensive-End Jason Pierre-Paul (16,5 Sacks). Trotz einer mäßigen Bilanz von 9-7 Siegen qualifizierten sich die Giants als Divisionssieger für die Play-offs, wo sie zu Hause die Atlanta Falcons mit 24:2, anschließend Titelverteidiger Green Bay Packers (die 15 ihrer 16 Saisonspiele gewonnen hatten) mit 37:20 und danach die San Francisco 49ers durch ein Field Goal in der Verlängerung jeweils auswärts mit 20:17 bezwangen. Im Super Bowl XLVI trafen die Giants erneut auf die New England Patriots und siegten mit 21:17.
2012 verpassten die Giants mit einer Bilanz von 9-7 die Play-offs. Quarterback Eli Manning, Guard Chris Snee, Wide Receiver Victor Cruz und Defensive End Jason Pierre-Paul wurden in den Pro Bowl gewählt. Der in der letzten Runde der NFL Draft 2012 von den Giants ausgewählte deutsche Defensive Tackle Markus Kuhn schaffte es in den Kader für die Saison. In den Folgejahren versanken die Giants im Mittelmaß, einer der wenigen Lichtblicke war Wide Receiver Odell Beckham Jr., der im Spiel gegen die Dallas Cowboys einen spektakulären einhändigen Touchdown-Catch machte, der als einer der besten Fänge der jüngeren NFL-Geschichte gilt. Die Saison 2015 begann für die Giants mit zwei schweren Schicksalsschlägen, nachdem Jason-Pierre Paul nach einem Feuerwerksunfall einen Finger verlor und Tight End Daniel Fells eine lebensgefährliche Infektion mit Staphylococcus aureus erlitt. Zudem schafften es die Giants in der Saison sechsmal nicht, ihre Führung bis zum Schluss zu verteidigen, sondern gaben diese in den letzten zwei Minuten ab. So konnten die Cowboys in Week 1 sieben Sekunden vor dem Ende den siegbringenden Touchdown zum 26:27 Endstand fangen. Obwohl die Giants beim Spiel gegen die Saints in Week 8 sieben Touchdowns erzielen konnten, verloren sie auch dieses Spiel, da sie Saints fünf Sekunden vor dem Ende das siegbringende Field Goal zum 49:52 Endstand erzielen konnten. Die 13 gemeinsamen Touchdownpässe in dem Spiel waren jedoch in der NFL-Geschichte ein neuer Rekord. Durch die knappen Niederlagen erreichte man am Ende der Saison nur eine Bilanz von 6-10 und konnte sich mit dem dritten Platz in der Division zum vierten Mal hintereinander nicht für die Play-offs qualifizieren. Am Ende der Saison gab Tom Coughlin nach zwölf Jahren seinen Rücktritt vom Trainerposten bekannt. Ben McAdoo, der bisherige Offensive Coordinator der Giants, wurde wenig später zum neuen Head Coach ernannt. Mit ihm konnten die Giants die Saison 2016 mit einer Bilanz von 11-5 beenden und dadurch wieder an den Play-offs teilnehmen. Im Wildcard-Game verlor man jedoch mit 13:38 gegen die Green Bay Packers. In der Saison 2017 blieben die Giants deutlich unter den Erwartungen. Nach der 13. Spielwoche wurden sowohl General Manager Jerry Reese als auch Head Coach Ben McAdoo entlassen. Für die letzten vier Spiele der Saison fungierte der vorherige Defensive Coordinator Steve Spagnuolo als Interimscoach. Die Giants beendeten die Saison mit einer Bilanz von 3-13 und verpassten die Play-offs daher deutlich. Für die folgende Saison wurden Dave Gettleman, früherer „GM“ der Carolina Panthers als General Manager, sowie Pat Shurmur, früherer Offensive Coordinator der Minnesota Vikings als Head Coach eingesetzt.

## Spieler

### Aktueller Kader
| Abkürzungen der Spieler-Positionen im American Football | Abkürzungen der Spieler-Positionen im American Football |
| ------------------------------------------------------- | --- |
| Offense                                                 | QB – Quarterback \| RB – Runningback \| FB – Fullback \| TE – Tight End \| E/WR – Wide Receiver \| T – Tackle \| G – Guard \| C – Center |
| Defense                                                 | DT – Defensive Tackle \| DE – Defensive End \| NT – Nose Tackle \| LB – Linebacker \| ILB – Inside Linebacker \| MLB – Middle Linebacker \| OLB – Outside Linebacker \| CB – Cornerback \| NB – Nickelback \| FS – Free Safety \| SS – Strong Safety |
| Special Teams                                           | K – Kicker \| P – Punter \| KS – Kicking Specialist \| KOS – Kickoff Specialist \| LS – Long Snapper \| RS – Return Specialist \| KOR/KR – Kick Returner \| PR – Punt Returner \| PP – Punt Protector                                                |

### Mitglieder in der Pro Football Hall of Fame
Mit 33 Personen stellen die Giants nach den Packers, dem Washington Football Team, den Bears und den Steelers die fünftmeisten Mitglieder in der Hall of Fame. Mit Tim Mara, Mel Hein, Pete Henry, Cal Hubbard und Jim Thorpe stellen die Giants fünf Gründungsmitglieder der Hall of Fame. Mit dem Quarterback Kurt Warner und dem Kicker Morten Andersen wurden 2017 die bisher letzten Spieler, die für New York aufliefen, in die Hall aufgenommen. Allerdings spielte Warner und Anderson nur eine Saison bei den Giants, weshalb man auch Defensive End Michael Strahan, der 2014 in die Hall aufgenommen wurde und hauptsächlich für New York spielte, als letztes Aufnahmemitglied der Giants nennen kann. George Young wurde im Zuge der 100. Saison der NFL als eines von 15 Mitgliedern der „centennial class“, eine speziellen, erweiterten Klasse für das Jubiläum, in die Pro Football Hall of Fame gewählt.
| Trikotnummer | Name                    | Position               | Für New York Aktiv        | Jahr der Aufnahme |
| ------------ | ----------------------- | ---------------------- | ------------------------- | ----------------- |
| 8            | Morten Andersen         | K                      | 2001                      | 2017              |
| 17           | Morris „Red“ Badgro     | TE, DE                 | 1930–1935                 | 1981              |
| 79           | Roosevelt „Rosey“ Brown | T                      | 1953–1965                 | 1975              |
| 53           | Harry Carson            | LB                     | 1976–1988                 | 2006              |
| 39           | Larry Csonka            | FB                     | 1976–1978                 | 1987              |
| 1            | Ray Flaherty            | End, DE                | 1928–1935                 | 1976              |
| 6            | Benny Friedman          | QB Trainer             | 1929–1931 1930            | 2005              |
| 16           | Frank Gifford           | HB, WR                 | 1952–1960 1962–1964       | 1977              |
| 11           | Joe Guyon               | RB                     | 1927                      | 1978              |
| 7            | Mel Hein                | C                      | 1931–1945                 | 1966              |
| 55           | Pete Henry              | T                      | 1927                      | 1963              |
| 38           | Arnie Herber            | QB                     | 1944–1945                 | 1963              |
| 41, 60       | Cal Hubbard             | T                      | 1927–1928, 1936           | 1966              |
| 70           | Sam Huff                | LB                     | 1956–1963                 | 1982              |
| 49           | Tom Landry              | CB, P Trainerassistent | 1950–1955 1954–1959       | 1982              |
| 4            | Tuffy Leemans           | FB                     | 1936–1943                 | 1990              |
| –            | Tim Mara                | Besitzer, Gründer      | 1929–1959                 | 1963              |
| –            | Wellington Mara         | Besitzer, Funktionär   | 1937–2005                 | 1997              |
| 13           | Don Maynard             | WR                     | 1958                      | 1987              |
| 13           | Hugh McElhenny          | RB                     | 1963                      | 1970              |
| 55           | Steve Owen              | T Trainer              | 1926–1933 1930–1953       | 1966              |
| –            | Bill Parcells           | Trainer                | 1983–1990                 | 2013              |
| 81           | Andy Robustelli         | DE                     | 1956–1964                 | 1971              |
| 92           | Michael Strahan         | DE                     | 1993–2007                 | 2014              |
| 50           | Ken Strong              | HB, FB, K              | 1933–1935, 1939 1944–1947 | 1967              |
| 10           | Fran Tarkenton          | QB                     | 1967–1971                 | 1986              |
| 56           | Lawrence Taylor         | LB                     | 1981–1993                 | 1999              |
| 31           | Jim Thorpe              | HB                     | 1925                      | 1963              |
| 14           | Y. A. Tittle            | QB                     | 1961–1964                 | 1971              |
| 45           | Emlen Tunnell           | DB                     | 1948–1958                 | 1967              |
| 13           | Kurt Warner             | QB                     | 2004                      | 2017              |
| 73           | Arnie Weinmeister       | DE                     | 1950–1953                 | 1984              |
| –            | George Young            | Funktionär             | 1979–1997                 | 2021 a            |

### Nicht mehr vergebene Rückennummern
| Nr. | Spieler         | Position | Zeitraum  |
| --- | --------------- | -------- | --------- |
| 1   | Ray Flaherty 1  | End, DE  | 1928–35   |
| 4   | Tuffy Leemans   | RB       | 1936–43   |
| 7   | Mel Hein        | C        | 1931–45   |
| 10  | Eli Manning     | QB       | 2004–19   |
| 11  | Phil Simms      | QB       | 1979–93   |
| 14  | Ward Cuff 3     | HB       | 1937–45   |
| 14  | Y. A. Tittle 3  | QB       | 1961–64   |
| 16  | Frank Gifford   | HB, WR   | 1952–64   |
| 32  | Al Blozis 2     | T        | 1942–44   |
| 40  | Joe Morrison    | RB, WR   | 1959–72   |
| 42  | Charlie Conerly | QB       | 1948–61   |
| 50  | Ken Strong      | HB       | 1936–47   |
| 56  | Lawrence Taylor | LB       | 1981–93   |
| 92  | Michael Strahan | DE       | 1993–2007 |

### Ring of Honor
Seit 2010 ehren die Giants Spieler, Trainer und Funktionäre, die sich besonders um die Mannschaft verdient gemacht haben, auf dem New York Giants Ring of Honor.

## Trainer (Coaches)

### Head Coaches

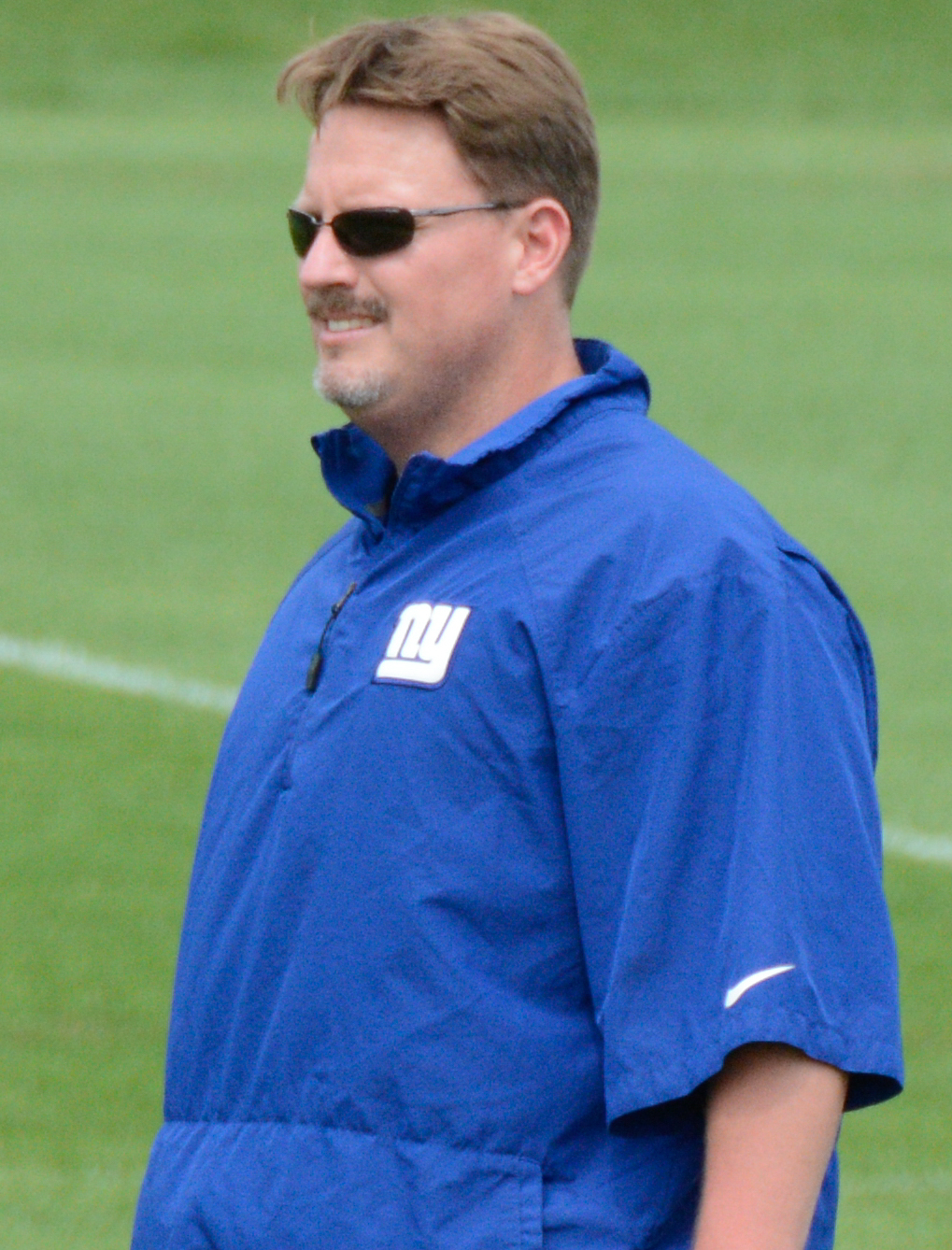
Ben McAdoo war von 2016 bis 2017 Head Coach der Giants.

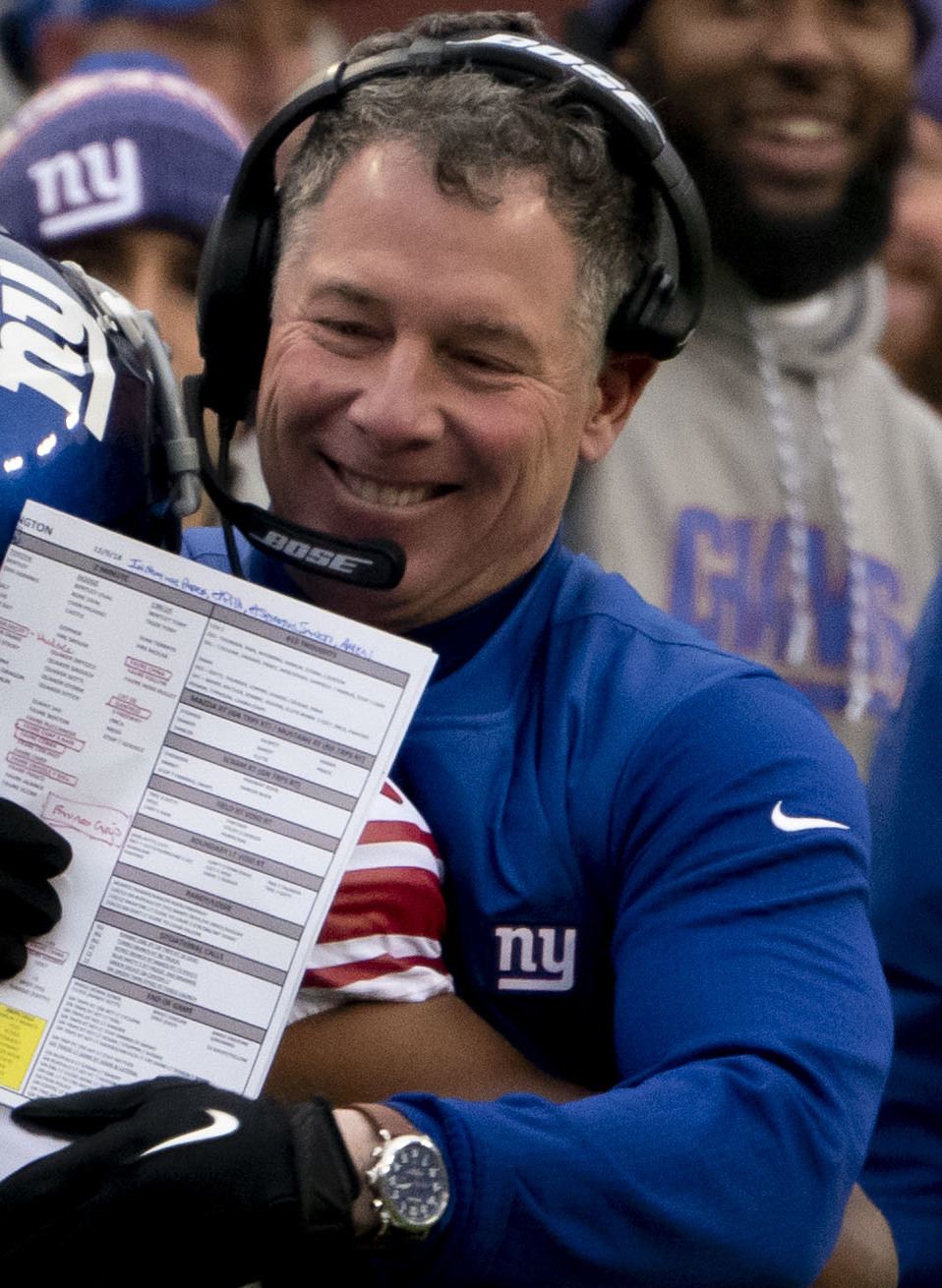
Pat Shurmur war von 2018 bis 2019 Head Coach der Giants.

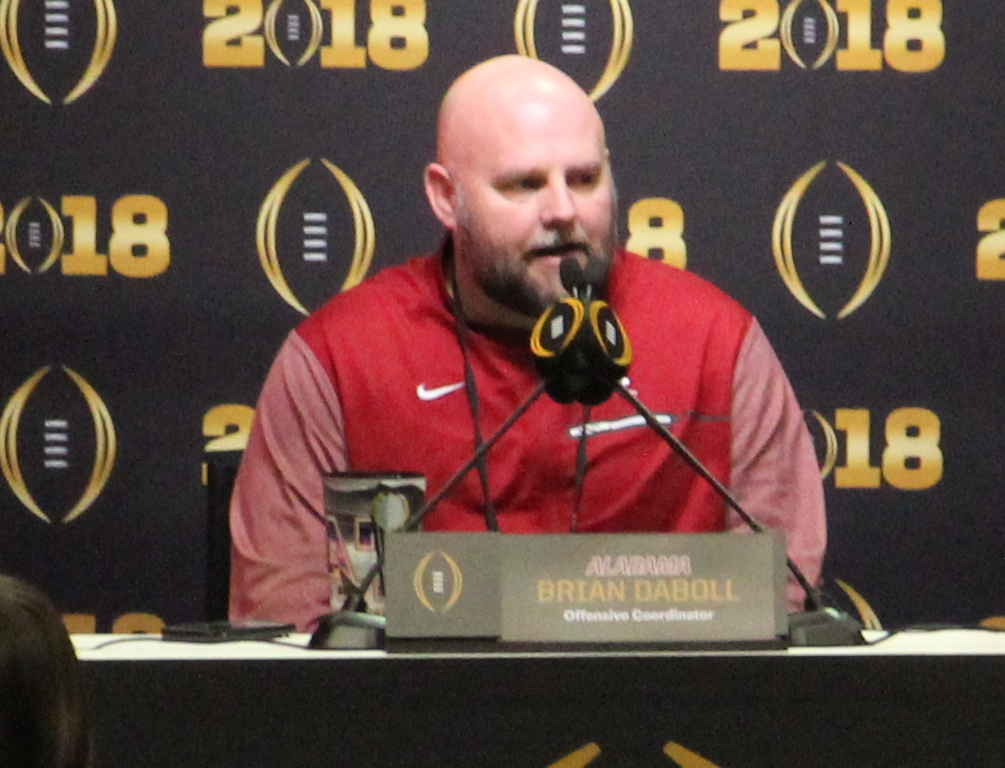
Brian Daboll ist der derzeitige Head Coach der Giants.

| #               | Name             | Zeitraum        | Regular Season  | Regular Season  | Regular Season  | Regular Season  | Regular Season  | Play-offs       | Play-offs       | Play-offs       | Erfolge/Auszeichnungen | Referenz        |
| #               | Name             | Zeitraum        | Spiele          | S               | N               | UE              | Gewonnen%       | Spiele          | S               | N               | Erfolge/Auszeichnungen | Referenz        |
| New York Giants | New York Giants  | New York Giants | New York Giants | New York Giants | New York Giants | New York Giants | New York Giants | New York Giants | New York Giants | New York Giants | New York Giants | New York Giants |
| --------------- | ---------------- | --------------- | --------------- | --------------- | --------------- | --------------- | --------------- | --------------- | --------------- | --------------- | --- | --------------- |
| 1               | Bob Folwell*     | 1925            | 12              | 8               | 4               | 0               | 0,667           | –               | –               | –               | | [ 15 ]          |
| 2               | Joe Alexander    | 1926            | 13              | 8               | 4               | 1               | 0,667           | –               | –               | –               | | [ 16 ]          |
| 3               | Earl Potteiger   | 1927–1928       | 26              | 15              | 8               | 3               | 0,652           | –               | –               | –               | NFL Championship (1927) | [ 17 ]          |
| 4               | LeRoy Andrews    | 1929–1930       | 30              | 24              | 5               | 1               | 0,824           | –               | –               | –               | | [ 18 ]          |
| 5               | Benny Friedman   | 1930            | 2               | 2               | 0               | 0               | 1,000           | –               | –               | –               | | [ 19 ]          |
| 6               | Steve Owen       | 1931–1953       | 268             | 151             | 100             | 17              | 0,349           | 10              | 8               | 8               | Sporting News NFL Trainer des Jahres (1950) NFL Championships (1934, 1938) | [ 21 ]          |
| 7               | Jim Lee Howell*  | 1954–1960       | 84              | 53              | 27              | 4               | 0,663           | 4               | 2               | 2               | Sporting News NFL Trainer des Jahres (1956) NFL Championship (1956) | [ 22 ]          |
| 8               | Allie Sherman*   | 1961–1968       | 112             | 57              | 51              | 4               | 0,528           | 3               | 0               | 3               | AP NFL Trainer des Jahres (1961, 1962) UPI NFL Trainer des Jahres (1961, 1962) | [ 23 ]          |
| 9               | Alex Webster*    | 1969–1973       | 70              | 29              | 40              | 1               | 0,420           | –               | –               | –               | UPI NFC Trainer des Jahres (1970) | [ 24 ]          |
| 10              | Bill Arnsparger* | 1974–1976       | 35              | 7               | 28              | 0               | 0,200           | –               | –               | –               | | [ 25 ]          |
| 11              | John McVay*      | 1976–1978       | 37              | 14              | 23              | 0               | 0,378           | –               | –               | –               | | [ 26 ]          |
| 12              | Ray Perkins      | 1979–1982       | 57              | 23              | 34              | 0               | 0,404           | 2               | 1               | 1               | | [ 27 ]          |
| 13              | Bill Parcells    | 1983–1990       | 127             | 77              | 49              | 1               | 0,610           | 11              | 8               | 3               | AP NFL Trainer des Jahres (1986) Pro Football Weekly NFL Trainer des Jahres (1986) Sporting News NFL Trainer des Jahres (1986) UPI NFC Trainer des Jahres (1986) Super Bowl XXI, XXV | [ 30 ]          |
| 14              | Ray Handley*     | 1991–1992       | 32              | 14              | 18              | 0               | 0,438           | –               | –               | –               | | [ 31 ]          |
| 15              | Dan Reeves       | 1993–1996       | 64              | 31              | 33              | 0               | 0,484           | 2               | 1               | 1               | AP NFL Trainer des Jahres (1993) Pro Football Weekly NFL Trainer des Jahres (1993) Sporting News NFL Trainer des Jahres (1993) UPI NFC Trainer des Jahres (1993)                     | [ 34 ]          |
| 16              | Jim Fassel*      | 1997–2003       | 112             | 58              | 53              | 1               | 0,522           | 5               | 2               | 3               | AP NFL Trainer des Jahres (1997) Pro Football Weekly NFL Trainer des Jahres (1997) Sporting News Trainer des Jahres (1997)                                                           | [ 36 ]          |
| 17              | Tom Coughlin     | 2004–2015       | 192             | 102             | 90              | 0               | 0,531           | 11              | 8               | 3               | Super Bowl XLII, XLVI | [ 37 ]          |
| 18              | Ben McAdoo*      | 2016–2017       | 28              | 13              | 15              | 0               | 0,464           | 1               | 0               | 1               | | [ 38 ]          |
| 19              | Steve Spagnuolo  | 2017            | 4               | 1               | 3               | 0               | 0,250           | –               | –               | –               | | [ 39 ]          |
| 20              | Pat Shurmur      | 2018–2019       | 32              | 9               | 23              | 0               | 0,281           | –               | –               | –               | | [ 40 ]          |
| 21              | Joe Judge*       | 2020–2021       | 33              | 10              | 23              | 0               | 0,303           | –               | –               | –               | | [ 41 ]          |
| 22              | Brian Daboll*    | 2022–           | 51              | 18              | 32              | 1               | 0,363           | 2               | 1               | 1               | AP NFL Trainer des Jahres (2022) | [ 42 ]          |

| #         | Reihenfolge der Trainer                            |
| Spiele    | Spiele als Trainer                                 |
| S         | Siege                                              |
| N         | Niederlagen                                        |
| UE        | Unentschieden                                      |
| Gewonnen% | Siegquote                                          |
| *         | Ausschließlich bei den Giants als Head Coach aktiv |

## Bilanzen und Rekorde
New York Giants/Zahlen und Rekorde stellt wichtige Rekorde bei den Giants, die direkten Vergleiche mit den anderen American-Football-Teams, die Saisonbilanzen seit 1925 und die Erstrunden-Draft-Picks seit 1936 dar.